# Celso Otero
Celso Otero Quintás (1 lutego 1959) – piłkarz urugwajski, bramkarz.
Otero rozpoczął karierę piłkarską w 1978 roku w klubie Club Nacional de Football. W 1980 na rok przeniósł się do klubu Racing Montevideo, a w 1981 bronił bramki klubu Alto Perú Montevideo.
W 1982 został piłkarzem Montevideo Wanderers, gdzie przebywał przez większą część swojej kariery. Wraz z Wanderers zdobył w 1985 wicemistrzostwo Urugwaju oraz trzykrotnie wystąpił w turnieju Copa Libertadores. Jako gracz Wanderers Otero był rezerwowym bramkarzem Urugwaju podczas finałów mistrzostw świata w 1986 roku, gdzie Urugwaj dotarł do 1/8 finału. Otrzymał wówczas koszulkę z numerem 22.
Otero zagrał tylko raz w barwach reprezentacji Urugwaju - było to 7 sierpnia 1988 w przegranym 1:2 towarzyskim meczu z Kolumbią, który odbył się w Bogocie.
W 1989 przeniósł się do klubu Rentistas Montevideo, gdzie zakończył karierę.